# Beauvoir-en-Lyons
Beauvoir-en-Lyons é uma comuna francesa na região administrativa da Normandia, no departamento de Sena Marítimo. Estende-se por uma área de 33,07 km². Em 2010 a comuna tinha 621 habitantes (densidade: 18,8 hab./km²).